# Jesús Hilario Tundidor
Jesús Hilario Tundidor (Zamora, 22 de junio de 1935-Madrid, 2 de mayo de 2021) fue un poeta español. Consiguió el premio Adonais en 1962 por Junto a mi silencio.

## Producción poética
Además de Junto a mi silencio, Tundidor escribió otras obras, entre las que destacan: Tetraedro (1978), Libro de amor para Salónica (1981), Repaso de un tiempo inmóvil (1982) o Tejedora del azar (Poemas exentos) (1995). La mayor parte de su obra aparece recogida en Un único día. Poesía 1960-2008 (2010), antología que quiere ser, en palabras del autor, su obra definitiva. Las 920 páginas de los dos volúmenes que componen esta edición, recogen la selección y la reescritura de toda la obra de Tundidor como él quiere que sea leída. Cada uno de los dos volúmenes en los que está dividida la edición se corresponden con las dos etapas creativas de su autor a lo largo de su vida.

## Obra
Poesía
- Río oscuro (1960).
- Junto a mi silencio (1963).
- Las hoces y los días (1966).
- En voz baja (1969).
- Pasiono (1972).
- Metal ya burilado (1973).
- Tetraedro (1978).
- Libro de amor para Salónica (1980).
- Repaso de un tiempo inmóvil (1982).
- Mausoleo (1988).
- Construcción de la rosa (1990).
- Tejedora de azar (1995).
- Las llaves del reino (2000).
- Libro de amor para Salónica (2005).
- Escalada (como si fuese una memoria) (2006).
- Fue (2008).
- Un único día. Poesía 1960-2008; Ed. Calambur (2010).

Antologías
- Lectura de la noche (1990).
- Mundo ahí (1999). Selección de poemas de la primera época.
- Elegía en el alto de palomares (2001). Antología.
- Un paso atrás (2003). Estudio preliminar de Gabriele Morelli.
- Nada sabe la noche (2009). Cuadernos del Boreal n.º5. Liminar de Javier Pérez Walias, IES "Universidad Laboral", Cáceres.
- La fertilidad de los vocablos (2013). Cuadernos del Laberinto, Madrid.

Ediciones no venales
- El circo (2001). Carpeta con el poema "El circo" e ilustraciones J. Carlos Guerra.
- El ojo de la lluvia (1998). Plaquette.
- El vuelo del albatros (2002).
- Junto a mi silencio (2002). Edición facsímil acompañada de la última revisión realizada por el autor.

Ensayo
- Reflexiones sobre mi poesía (1994). Sobre la base de la conferencia dictada en el colegio Universitario "Santa María" de la Universidad autónoma de Madrid.
- Caos y organización en el mundo mítico del poema -Sobre textos de José Antonio Rey del Corral (1999). Conferencia dictada en la Universidad de Zaragoza.
- Apuntes para una oposición mítica en el estudio de las operaciones creativas en la Lengua y la Literatura española (2002). Introducción a Maestros del Sagrado oficio.
- ¿Arquitectura etopéyica en una poética imaginaria de José Jiménez Lozano?, en Nuestros premios Cervantes. José Jiménez Lozano (2003).

## Premios y reconocimientos
Premios a libros
- Adonais (1962).
- Álamo (1969).
- González de Lama (1972).
- Esquío (1981).

Premios al reconocimiento de su obra
- Premio "San Juan de Baños, 1997", como reconocimiento a su Obra Poética.Valladolid 1997".
- Premio de la Academia Castellano-leonesa de Poesía 1999, por su trayectoria poética.
- Premio "León Felipe, 2000", por el valor humano de su poesía en la que conviven los valores étcos y estéticos.
- Premio de la Asociación Madrileña de Críticos 2006, al mejor libro de Ediciones sobre Arte al poema Fiesa sobre lo azul de J.H.T. y aguafuentes de Francisco Arjona.
- Premio Castilla y León de las Letras (2013, recibido en 2014)[4]

## Muerte
Falleció el 2 de mayo del 2021 a sus 85 años de edad en Madrid, tras sufrir un deterioro de su salud en los días previos al deceso.  Sus restos fueron trasladados a Zamora al Panteón de los Ilustres del cementerio municipal de San Atilano.

### Vídeos
- Sobre "Un único día (Poesía 1960-2008)"
- Entrevista"

- Datos: Q5930221
- Multimedia: Jesús Hilario Tundidor / Q5930221